# Hopkinton (Massachusetts)
Hopkinton – miasto w Stanach Zjednoczonych, w stanie Massachusetts, w hrabstwie Middlesex.